# MLS Next Pro
La MLS Next Pro es una liga de fútbol de los Estados Unidos y Canadá afiliada a la Major League Soccer que tuvo su temporada inaugural en 2022 con 21 equipos y ahora comprende 27 equipos de reserva de la MLS y 2 clubes independientes. La liga está clasificada como parte de la tercera división de los Estados Unidos.

## Historia
El 21 de junio de 2021 la Major League Soccer anunció la creación de una nueva liga de fútbol profesional que tendrá su temporada inaugural en 2022. La MLS la solicitado a la United States Soccer Federation que la liga sea de tercera división, teniendo la misma categoría que la USL League One y la National Independent Soccer Association y una categoría por debajo de la USL Championship. Fue anunciado por la liga que su primera temporada tendría 20 equipos, la mayoría filiales de la Major League Soccer. Todos los equipos de la MLS con equipos filiales en la USL Championship o la USL League One se moverían a la MLS Next Pro para el 2023.

## Formato de competición
La liga se desarrolla desde la primavera hasta el otoño y la temporada comienza en marzo. Cada equipo juega 28 partidos de temporada regular, seguidos de un torneo de playoffs de 14 equipos. La liga se divide en las Conferencias Este y Oeste como en la MLS. 
A disgusto de la Major League Soccer, los jugadores de la MLS Next Pro no cobrarán salario si no pertenecen a la liga, solo a los del primer equipo. Los equipos contarán con una plantilla de 24 jugadores profesionales (no incluyen a jugadores aficionados de categorías inferiores) con un máximo de siete extranjeros.
Los equipos de la MLS Next Pro pueden tener un roster activo de 35 jugadores, todos elegibles para cada partido oficial durante la temporada de la MLS Next Pro.

## Equipos

### Temporada 2025
| Equipo                    | Ciudad                         | Estadio                                                       | Capacidad        | Fundación        | Afiliación       | Entrenador       | Filial de              |
| Conferencia Este          | Conferencia Este               | Conferencia Este                                              | Conferencia Este | Conferencia Este | Conferencia Este | Conferencia Este | Conferencia Este       |
| División Noreste          | División Noreste               | División Noreste                                              | División Noreste | División Noreste | División Noreste | División Noreste | División Noreste       |
| ------------------------- | ------------------------------ | ------------------------------------------------------------- | ---------------- | ---------------- | ---------------- | ---------------- | ---------------------- |
| Chicago Fire FC II        | Bridgeview, Illinois           | SeatGeek Stadium                                              | 20,000           | 2021             | 2022             | Mike Matkovich   | Chicago Fire FC        |
| Columbus Crew 2           | Columbus, Ohio                 | Historic Crew Stadium                                         | 19,968           | 2021             | 2022             | Kelvin Jones     | Columbus Crew          |
| FC Cincinnati 2           | Highland Heights, Kentucky     | NKU Soccer Stadium                                            | 1,000            | 2021             | 2022             | Tyrone Marshall  | FC Cincinnati          |
| New England Revolution II | Foxborough, Massachusetts      | Gillette Stadium                                              | 20,000           | 2019             | 2022             | Richie Williams  | New England Revolution |
| New York City FC II       | Nueva York, Nueva York         | Belson Stadium                                                | 2,168            | 2021             | 2022             | Matt Pilkington  | New York City FC       |
| New York Red Bulls II     | Montclair, Nueva Jersey        | MSU Soccer Park at Pittser Field                              | 5,000            | 2015             | 2023             | Ibrahim Sekagya  | New York Red Bulls     |
| Philadelphia Union II     | Chester, Pensilvania           | Subaru Park                                                   | 18,500           | 2015             | 2022             | Ryan Richter     | Philadelphia Union     |
| Toronto FC II             | Toronto, Ontario               | York Lions Stadium                                            | 4,000            | 2014             | 2022             | Gianni Cimini    | Toronto FC             |
| Division Sudeste          |                                |                                                               |                  |                  |                  |                  |                        |
| Atlanta United 2          | Kennesaw, Georgia              | Fifth Third Stadium                                           | 10,200           | 2017             | 2023             | Steve Cooke      | Atlanta United FC      |
| Carolina Core FC          | High Point, Carolina del Norte | Truist Point                                                  | 4,500            | 2022             | 2024             | Donovan Ricketts |                        |
| Chattanooga FC            | Chattanooga, Tennessee         | Finley Stadium                                                | 20,412           | 2009             | 2024             | Chris Nugent     |                        |
| Crown Legacy FC           | Matthews, Carolina del Norte   | Sportsplex at Matthews                                        | 5,000            | 2022             | 2023             | José Tavares     | Charlotte FC           |
| Huntsville City FC        | Huntsville, Alabama            | Joe W. Davis Stadium                                          | 6,000            | 2022             | 2023             | Chris O'Neal     | Nashville SC           |
| Inter Miami CF II         | Fort Lauderdale, Florida       | Chase Stadium                                                 | 21,550           | 2019             | 2022             | Federico Higuaín | Inter Miami CF         |
| Orlando City B            | Kissimmee, Florida             | Osceola County Stadium                                        | 5,400            | 2015             | 2022             | Manuel Goldberg  | Orlando City SC        |
| Conferencia Oeste         |                                |                                                               |                  |                  |                  |                  |                        |
| División Frontier         |                                |                                                               |                  |                  |                  |                  |                        |
| Austin FC II              | Austin, Texas                  | Parmer Field                                                  | 1,000            | 2022             | 2023             | Brett Uttley     | Austin FC              |
| Colorado Rapids 2         | Commerce City, Colorado        | Dick's Sporting Goods ParkUniversity of Denver Soccer Stadium | 18,0612,000      | 2021             | 2022             | Erik Bushey      | Colorado Rapids        |
| Houston Dynamo 2          | Houston, Texas                 | SaberCats Stadium                                             | 4,000            | 2021             | 2022             | Marcelo Santos   | Houston Dynamo FC      |
| Minnesota United FC 2     | Saint Paul, Minnesota          | Allianz FieldNational Sports Center                           | 19,40010,000     | 2021             | 2022             | Jeremy Hall      | Minnesota United FC    |
| North Texas SC            | Arlington, Texas               | Choctaw Stadium                                               | 48,114           | 2018             | 2022             | John Gall        | FC Dallas              |
| Sporting Kansas City II   | Lawrence, Kansas               | Rock Chalk ParkSwope Soccer Village                           | 2,5003,500       | 2015             | 2022             | István Urbányi   | Sporting Kansas City   |
| St. Louis City SC 2       | San Luis, Misuri               | Energizer Park                                                | 22,423           | 2021             | 2022             | David Critchley  | St. Louis City SC      |
| División Pacífico         |                                |                                                               |                  |                  |                  |                  |                        |
| Ventura County FC         | Thousand Oaks, California      | William Rolland Stadium                                       | 2,000            | 2014             | 2023             | Matt Taylor      | LA Galaxy              |
| Los Angeles FC 2          | Fullerton, California          | Titan Stadium                                                 | 10,000           | 2023             | 2023             | Junior Gonzalez  | Los Angeles FC         |
| Portland Timbers 2        | Portland, Oregón               | Providence Park                                               | 25,218           | 2014             | 2022             | Serge Dinkota    | Portland Timbers       |
| Real Monarchs             | Herriman, Utah                 | Zions Bank Stadium                                            | 5,000            | 2014             | 2022             | Mark Lowry       | Real Salt Lake         |
| The Town FC               | Moraga, California             | Saint Mary's Stadium                                          | 5,000            | 2021             | 2022             | Dan DeGeer       | San Jose Earthquakes   |
| Tacoma Defiance           | Tukwila, Washington            | Starfire Sports Complex                                       | 4,500            | 2014             | 2022             | Hervé Diese      | Seattle Sounders FC    |
| Whitecaps FC 2            | Burnaby, Columbia Británica    | Swangard Stadium                                              | 5,228            | 2021             | 2022             | Ricardo Clark    | Vancouver Whitecaps FC |

### Equipos Futuros
| Equipo                 | Ciudad                  | Estadio                | Capacidad | Fundación | Afiliación | Filial de |
| ---------------------- | ----------------------- | ---------------------- | --------- | --------- | ---------- | --------- |
| Jacksonville Armada FC | Jacksonville, Florida   | New Eastside Stadium   | 2,500     | 2013      | 2015       | ninguna   |
| Cleveland Pro Soccer   | Cleveland, Ohio         | Estar determinado      | –         | 2022      | 2026       | ninguna   |
| Connecticut United FC  | Bridgeport, Connecticut | New Waterfront Stadium | 10.000    | 2024      | 2025       | ninguna   |
| West Michigan Soccer   | Grand Rapids, Michigan  | Amway Stadium          | 8.500     | 2024      | 2027       |           |

### Antiguos equipos
| Equipo                | Ciudad               | Estadio               | Capacidad | Fundación | Afiliación | Retiro | Filial de | Motivo        |
| --------------------- | -------------------- | --------------------- | --------- | --------- | ---------- | ------ | --------- | ------------- |
| Rochester New York FC | Brighton, Nueva York | John L. DiMarco Field | 1,500     | 1996      | 2022       | 2022   | ninguna   | Descontinuado |

## Ganadores por temporada
| Año  | Campeón           | Resultado | Subcampeón            | Primero temporada regular |
| ---- | ----------------- | --------- | --------------------- | ------------------------- |
| 2022 | Columbus Crew 2   | 4 - 1     | St. Louis City SC 2   | Columbus Crew 2           |
| 2023 | Austin F. C. II   | 3 - 1     | Columbus Crew 2       | Austin F. C. II           |
| 2024 | North Texas S. C. | 3 - 2     | Philadelphia Union II | North Texas S. C.         |

### Títulos por equipo
| Equipo                | Títulos | Subtítulos | Años campeón | Años subcampeón |
| --------------------- | ------- | ---------- | ------------ | --------------- |
| Columbus Crew 2       | 1       | 1          | 2022         | 2023            |
| Austin F. C. II       | 1       | 0          | 2023         | -               |
| North Texas S. C.     | 1       | 0          | 2024         | -               |
| St. Louis City SC 2   | 0       | 1          | –            | 2022            |
| Philadelphia Union II | 0       | 1          | –            | 2024            |

## Reconocimientos y premios
- Bota de Oro de la MLS Next Pro
- MLS Next Pro Best XI
- Portero del año de la MLS Next Pro
- Gol del año de la MLS Next Pro
- Entrenador del año de la MLS Next Pro
- Jugador más valioso de la MLS Next Pro